# Anyphaena cumbre
Espèce
Anyphaena cumbre est une espèce d'araignées aranéomorphes de la famille des Anyphaenidae.

## Distribution
Cette espèce est endémique du Mexique. Elle se rencontre au Michoacán, au Durango, au Jalisco, au Veracruz, dans l'État de Mexico et à Mexico,.

## Description
Le mâle holotype mesure 8,14 mm et les femelles de 5,44 à 7,20 mm.

## Étymologie
Son nom d'espèce lui a été donné en référence au lieu de sa découverte, Mil Cumbre.

## Publication originale
- Platnick & Lau, 1975 : A revision of the celer group of the spider genus Anyphaena (Araneae, Anyphaenidae) in Mexico and Central America. American Museum novitates, no 2575, p. 1-36 (texte intégral).